# Erebia ochracea
Erebia ochracea är en fjärilsart som beskrevs av Tutt 1896. Erebia ochracea ingår i släktet Erebia och familjen praktfjärilar. Inga underarter finns listade i Catalogue of Life.